# Hauspostille

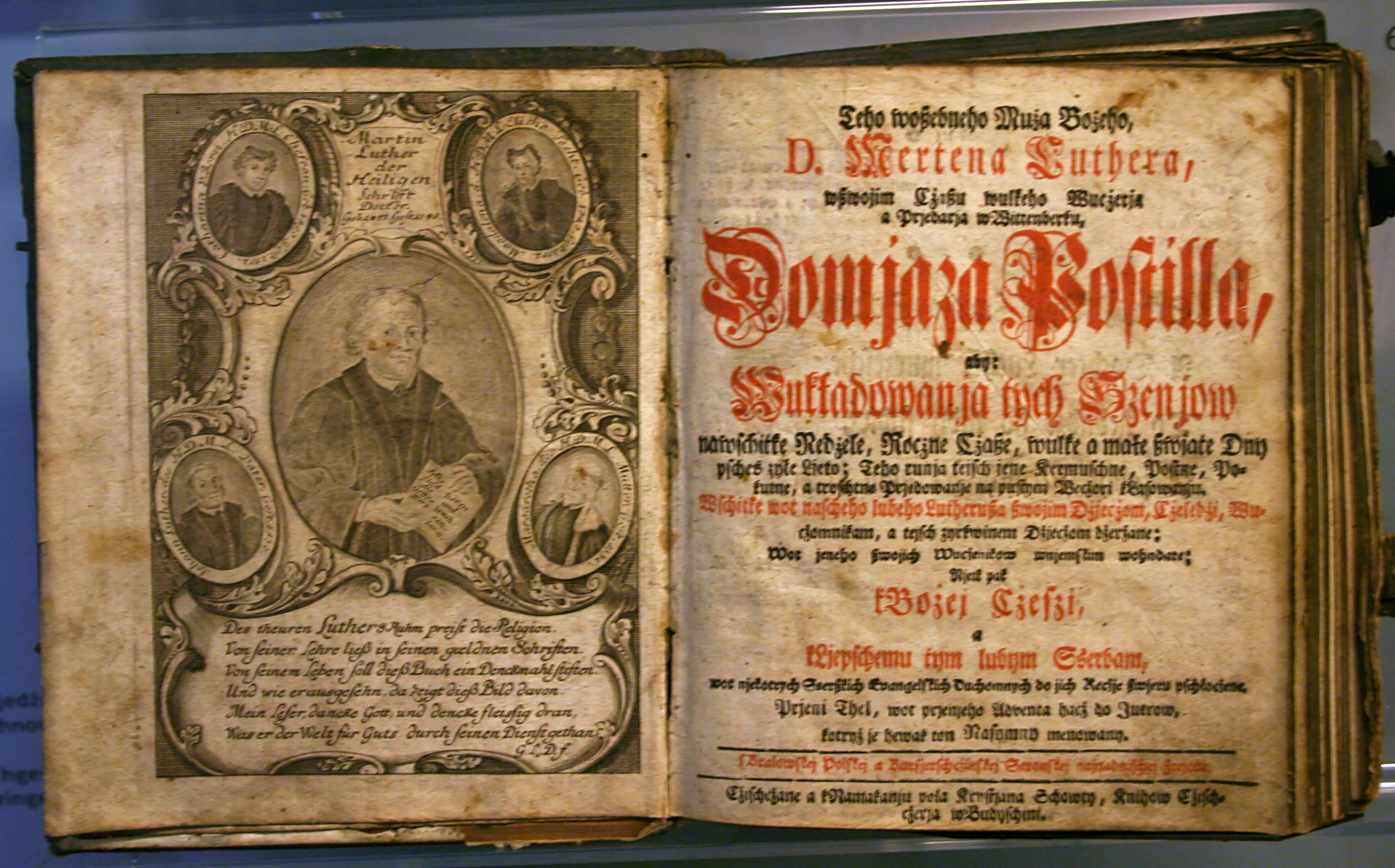
Hauspostille, Sorbisches Museum

Mit Hauspostille oder kurz Postille bezeichnete man ursprünglich eine Sammlung von Predigten oder ein Predigtbuch, das zur häuslichen Erbauung und unter Umständen auch zum Vorlesen in der Kirche bestimmt war. Sie war auch als Hilfe für die Pfarrer zur Vorbereitung eigener Predigten gedacht. Vom Wortsinn her waren Postillen Erklärungen der Texte der Bibel, welche nach den Schriftworten folgten (zu lateinisch post illa verba „nach jenen Worten“).

## Geschichte
Am bekanntesten wurde die katholische Hand-Postille des Steinfelder Prämonstratenser-Priesters Leonhard Goffiné, die 1690 in Mainz gedruckt wurde. Mit über 120 Neuauflagen und Übersetzungen in viele Sprachen gehört sie zu den am weitesten verbreiteten Werken der Weltliteratur. Auch die doppelte Postille (auch Haus- und Kirchenpostille oder „Deutsche Postille“ genannt) von Martin Luther aus dem Jahr 1521 hat im protestantischen Raum weite Verbreitung gefunden. Der böhmische Denker und Schriftsteller der hussitischen Periode Petr Chelčický verfasste eine Postille um 1435 in tschechischer Sprache, die 1522 gedruckt wurde. Schließlich ist noch die Postille des Johann Arndt, eines evangelischen Theologen aus dem Jahr 1615, erwähnenswert. Für das geistliche Überleben der Geheimprotestanten, z. B. in Österreich, waren die Postillen unverzichtbar. Bis zum Toleranzpatent 1781 entwickelte sich ein beständiger Schmuggel von Lutherbibeln und Andachtschriften, wie auch Predigtsammlungen – also Postillen – in die geheimprotestantischen Zentren in der Obersteiermark und Oberösterreich.

## Liste von historischen Postillen (Auswahl)
- Martin Luther: Enarrationes epistolarum et evangeliorum quas postillas vocant. Wittenberg 1521.
- Martin Luther: Kirchenpostille. Wittenberg 1522.
- Martin Luther: Hauspostille. Wittenberg 1542.
- Philipp Melanchthon: Evangelien-Postille. Nürnberg 1549.
- Martin Chemnitz: Evangelien-Postille. Magdeburg 1594.
- Lucas Osiander der Ältere: Bauern-Postille. Tübingen 1597.
- Johann Arndt: Evangelien-Postille. Leipzig 1616.
- Leonhard Goffiné: Hand-Postill oder christ-catholische Unterrichtungen von allen Sonn- and Feyr-Tagen des gantzen Jahrs. Mainz 1690.
- Claus Harms: Winter-Postille. Kiel 1812
- Claus Harms: Sommer-Postille. Kiel 1815.
- Wilhelm Löhe: Winter-Postille. Stuttgart 1847.
- Wilhelm Löhe: Sommer-Postille. Stuttgart 1848.
- Wilhelm Löhe: Epistel-Postille. 1858.

## Wandel der Wortbedeutung
Heute werden zum Verlesen von Predigten für Lektoren bzw. Prädikanten Lesepredigten publiziert. Der Begriff Postille wandelte sich vom Andachtsbuch zur Erbauungsschrift. Im 20. Jahrhundert fand er schließlich – ironisiert – Eingang in die Literatur- und Umgangssprache. So trägt das 1927 erstmals gedruckt erschienene, jedoch bereits 1918 konzipierte Werk Bertolt Brechts den Titel Bertolt Brechts Hauspostille. Die vorgebliche Nähe zu einer christlichen Erbauungsschrift ist wie die Vorrede ein ironisch-distanzierendes Element dieser modernen Lyrik-Sammlung. Bekannt (mit einer Auflage von mehr als 200.000 Exemplaren) wurde auch die Halunkenpostille von Fritz Graßhoff, deren Texte oft im Kabarett rezitiert und als Chansons gesungen wurden.

### Aktuelle Bedeutung von Postille
In der heutigen Umgangssprache bezeichnet Postille eine nur wenige Seiten umfassende Zeitung oder Zeitschrift. Das Wort wird meist abschätzig gebraucht für Presseerzeugnisse von geringem journalistischem Wert (z. B. „Reklamepostille“ eines Unternehmens).